# 蒲原沢

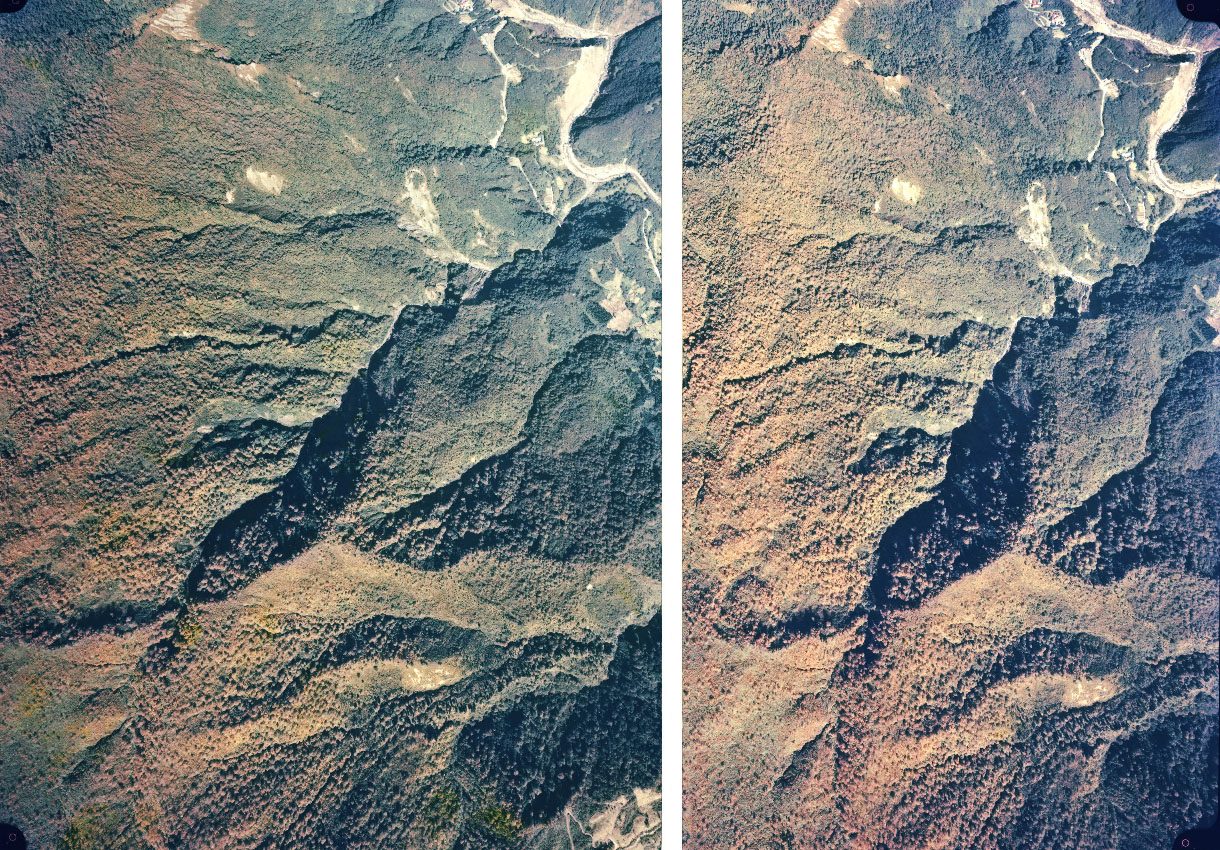
1976年（昭和51年）に撮影された。ステレオグラム（交差法）。蒲原沢。画像中央より右上方向へ下る。右上は旧国道148号と姫川本流。

蒲原沢（がまはらざわ）は、長野県北安曇郡小谷村と新潟県糸魚川市との境界となっている沢。姫川の支流にあたり、その合流部には蒲原温泉が位置していた。

## 歴史

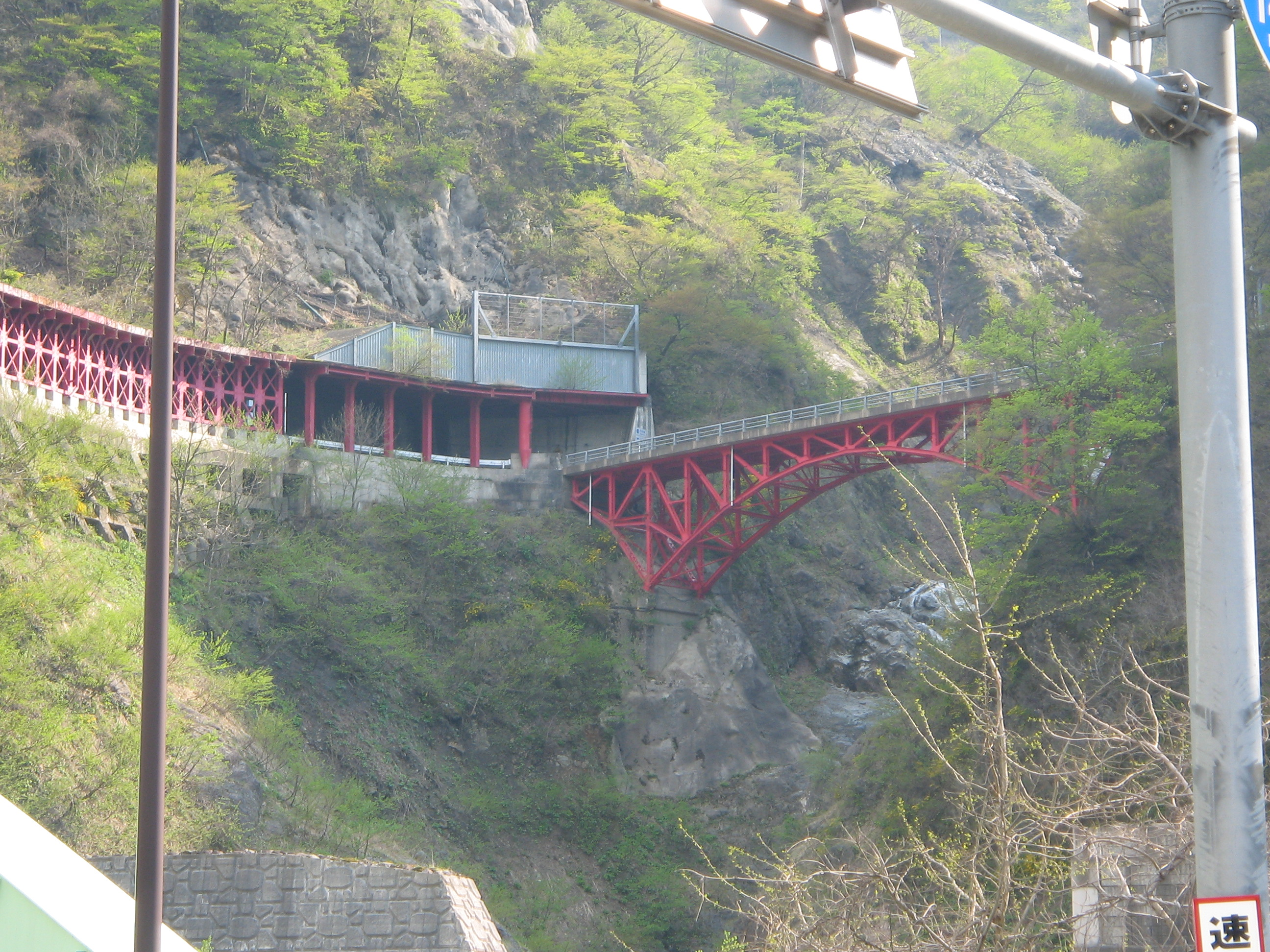
蒲原沢にかかる国界橋（旧道）

蒲原沢の地形は急勾配で知られている。沢には国界橋（こっかいばし）という名の橋が架かる。国道148号旧道（千国街道）にかかる国界橋は、1936年（昭和11年）12月に完成した橋長48メートルのスパンドレルアーチ橋である。しかし、交通量の増加や車両の大型化に対応するため、下流側に新国界橋（方杖ラーメン橋）が架橋され、1994年（平成6年）11月に供用を開始した。ところが新橋は翌1995年（平成7年）7月11日の長野県北部の豪雨に伴う土石流で流失し、旧橋も上流側下弦材の破断などの被害を受けた（7.11水害）。
1996年（平成8年）12月6日には前日からの大雨で土石流が発生し、国界橋上流の堰堤工事や7.11水害の復旧工事に従事していた150人以上の作業員が巻き込まれ、14人が亡くなった（蒲原沢土石流災害）。
1998年（平成10年）に三代目となる国界橋が竣工し、土石流対策として橋の下に空間を確保する下路アーチが採用された。